# Baidu
Baidu, Inc. (кин: 百度, значење: "сто пута")  је кинеска мултинационална технолошка компанија специјализована за услуге и производе у вези са интернетом и вештачком интелигенцијом (АИ), са седиштем у Пекингу, Хајдјан Округу.
То је једна од највећих компанија за вештачку интелигенцију и интернет на свету. Холдинг компанија групе основана је на Кајманским острвима. Baidu су у јануару 2000. године основали Робин Ли и Ерик Ксу. 
Baidu претраживач је тренутно четврти највећи претраживач на Алекса интернет ранг листи. 
Baidu потиче из RankDex-а, ранијег претраживача који је Робин Ли развио 1996. године, пре него што је основао Baidu 2000. године.
Baidu нуди разне услуге, укључујући кинески претраживач, као и услугу навигације под називом Baidu Maps. Baidu нуди око 57 услуга претраживања и заједницa, као што су Baidu Baike ( онлајн енциклопедија ), Baidu Wangpan (услуга складиштења на облаку) и Baidu Tieba (форум за дискусију заснован на кључним речима).
Baidu глобална пословна јединица (GBU) одговорна је за међународне производе и услуге компаније Baidu за тржишта изван Кине. Портфељ производа компаније Baidu GBU укључује апликације за тастатуру Simeji и Facemoji Keyboard, платформу за препоруку садржаја popIn, мрежу проширене стварности OmniAR, јапански паметни пројектор popIn Aladdin и огласну платформу MediaGo, која је фокусирана на кинеске оглашаваче који желе да досегну прекоокеанске кориснике.  
2017. године, Baidu GBU је склопио партнерство са компанијом Snap Inc. да би служио као званични продавац огласа компаније Snapchat у Великој Кини, Јужној Кореји, Јапану и Сингапуру. Партнерство је продужено 2019. године.
У 2018. години, Baidu је продао део свог пословања у иностранству „Global DU business“, који је развио низ корисних апликација, укључујући ES File Explorer, DU Caller, Mobojoy, Photo Wonder, DU Recorder итд. Ово предузеће сада послује независно од Baidu-a под именом DO Global. Baidu је други највећи претраживач на свету и имао је 76,05% тржишног удела на кинеском тржишту претраживача. У децембру 2007. Baidu је постала прва кинеска компанија која је укључена у индекс НАСДАК-100. Од маја 2018. године, тржишна капитализација компаније Baidu порасла је на 99 милијарди америчких долара. У октобру 2018. Baidu је постала прва кинеска фирма која се придружила конзорцијуму рачунарске етике са седиштем у Сједињеним Државама Partnership on AI.